# Геро, Ахмад
Ахмад Абдулахи Геро (англ. Ahmad Abdullahi Gero; 13 июля, 1999, Кано, Нигерия) — нигерийский футболист, нападающий.

## Карьера
В 18 лет переехало из родной Нигерии в Скандинавию. Несколько лет выступал за шведские и датские команды низших лиг. В 2024 году перешел в один из ведущих клубов эстонской Премиум-Лиги «Левадия», однако в первом сезоне форвард на так много играл за него из-за травмы.
В августе 2025 года Геро пополнил состав другого эстонского коллектива «Нарва-Транс». 9 августа отличился забитым голом в своей стартовой игре за него против «Таммеки» (4:1).

## Достижения
- Чемпион Эстонии (1): 2024.
- Обладатель Кубка Эстонии (1): 2023/24.
- Обладатель Суперкубка Эстонии (1): 2025.

## Семья
Старший брат Аджани Геро (род. 1993) также является футболистом. Много лет он выступает за скандинавские команды, а ранее входил в состав молодежной сборной Нигерии.